# Necromites nestoris
La necromite (Necromites nestoris) è un mammifero carnivoro estinto, appartenente ai semantoridi. Visse nel Pliocene superiore (circa 2,5 milioni di anni fa) e i suoi resti fossili sono stati ritrovati in Azerbaigian.

## Descrizione
Questo animale è noto per i fossili di uno scheletro incompleto, peraltro non ben conservati. I resti tuttavia sono sufficienti a ricostruire almeno parzialmente l'animale: sembra che Necromites avesse caratteristiche intermedie tra quelle delle foche e delle lontre, e le sue dimensioni erano circa il doppio di quelle dell'attuale foca del Caspio. La colonna vertebrale era molto massiccia, mentre le spine neurali erano deboli e la pelvi non particolarmente sviluppata. Le zampe trasformate in pinne erano lunghe, pesanti e leggermente ricurve. Le zampe anteriori avevano la tipica forma che si riscontra nei pinnipedi, corte e ricurve nei pressi delle estremità, ma non tanto quanto quelle della foca del Caspio; l'omero era considerevolmente più lungo, appiattito e ampio, così come le ossa dell'avambraccio. L'ulna era fortemente allargata nella parte superiore, e l'articolazione a forma di mezzaluna era piccola e poco profonda. La parte inferiore si assottigliava verso la fine. Il radio era ampio nella parte distale e anch'esso appiattito; in generale, queste ossa assomigliavano a quelle delle foche. Le ossa del metacarpo erano ben sviluppate e piuttosto pesanti; il primo dito era più robusto degli altri. Il femore era corto ma a sezione arrotondata, non appiattito come nelle foche. Tibia e fibula erano lunghe e potenti, debolmente fuse all'estremità prossimale, e leggermente ricurve. La coda era costituita da grandi vertebre ed era piuttosto lunga.

## Classificazione
Necromites nestoris venne descritto per la prima volta da Bogachev nel 1940, sulla base di resti fossili ritrovati in Azerbaigian, in sedimenti di origine marina. Lo studioso riconobbe subito notevoli somiglianze con il genere Semantor, descritto qualche anno prima da Orlov e basato sulla parte posteriore di uno scheletro ritrovato in Kazakistan. 
Necromites e Semantor potrebbero essere stati i membri di un clade di mammiferi carnivori acquatici, morfologicamente intermedi tra mustelidi lutrini e pinnipedi (foche e otarie), ma non ascrivibili a nessuno dei due gruppi; questi due generi sarebbero quindi ascrivibili a una famiglia a sé stante, i Semantoridae, comprendente anche altre forme di “proto-foche” come Potamotherium e Puijila. La tardiva apparizione nel record fossile dei semantoridi, tuttavia, li esclude da un rapporto antenato-discendente con foche e otarie; in particolare, Necromites del Pliocene superiore è l'ultimo semantoride noto.

## Paleobiologia
Si suppone che Necromites fosse un mammifero marino carnivoro, probabilmente specializzatosi per vivere gran parte della sua vita in mare, ma capace di avventurarsi ancora sulle rive, in modo forse analogo a quello della lontra marina o dei pinnipedi basali come Enaliarctos.